# سارا رومر
سارا رومر (انگلیسی: Sarah Roemer؛ زادهٔ ۲۸ اوت ۱۹۸۴) هنرپیشه و تهیه‌کننده اهل ایالات متحده آمریکا است. وی از سال ۲۰۰۰ میلادی تاکنون مشغول فعالیت بوده‌است. از فیلم‌هایی که وی در آن نقش داشته‌است، می‌توان به آشفته، کلاهبردار، سقوط کردن و کینه ۲ اشاره کرد. او در فیلم آشفته (۲۰۰۷) در نقش اشلی بازی کرد.